# Бококолос надеревний
Бококолос надеревний (Porella arboris-vitae) — вид печіночників порядку бококолосальних (Porellales).

## Поширення
Батьківщиною є Європа, Макаронезія, Північна Америка, Азія.
Вид росте на гірських висотах у тінистих, вологих, відносно теплих місцях на скелях, багатих вапном або основою, і любить колонізувати круті нахилені та вертикальні поверхні. Рідко зустрічається епіфітно на листяних деревах (особливо клені яворі).

## Характеристика
Міцні рослини від коричневого до чорно-зеленого забарвлення, з металевим блиском, від одно до двоперистих і мають гострий, схожий на перець смак. Листки дволопатеві лежать щільно один до одного. Верхня частка опукла, яйцеподібна і загострена, кінчик загнутий донизу. Нижня частка не спускається вниз по стеблу і покрита грубими війками навколо. Розмір клітин пластинки в середині листка становить від 22 до 32 мікрометрів, а кути клітин помітно потовщені. Кожна клітина містить від 15 до 20 масляних тілець, які мають сферичну або яйцеподібну форму і мають розмір приблизно 2–3 мікрометри. Нижнє листя приблизно війчасте, як і нижні частки листя.